# Не дай мне бог сойти с ума...
«Не дай мне бог сойти с ума…» — стихотворение Александра Сергеевича Пушкина, написанное не ранее 1830 и не позднее 1835 года. При жизни автора не публиковалось. Впервые было опубликовано в посмертном издании сочинений Пушкина (Жуковский, 1841 год). Центральной темой произведения является сумасшествие.

## История написания
...непосредственного повода для опасения сойти с ума у Пушкина в 1833—1835 гг. (как и вообще в 30-е годы. — О. Б.[кто?]) не было.

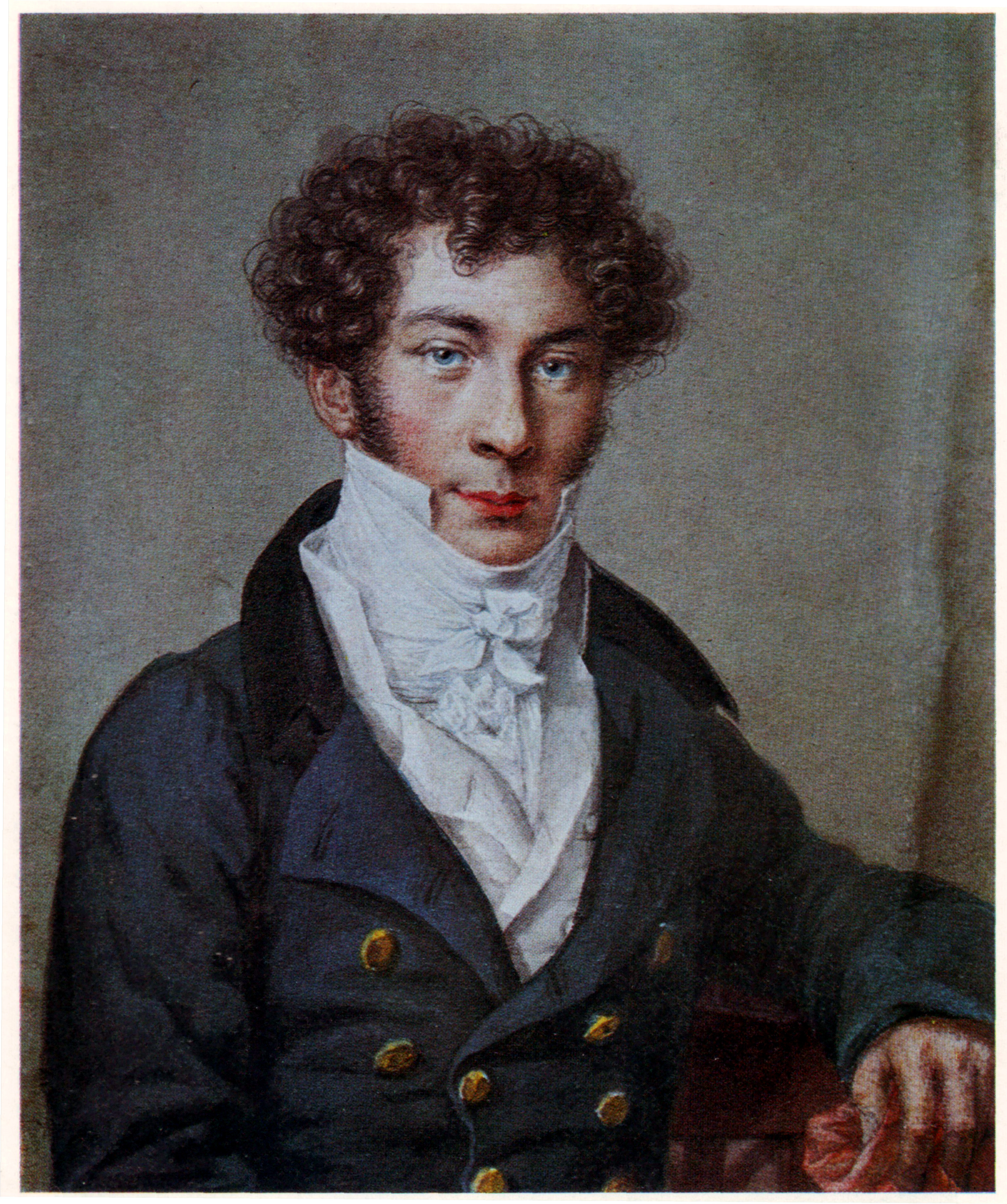
Вероятным поводом написания стихотворения послужило посещение в 1830 году Пушкиным душевнобольного Батюшкова

Стихотворение было написано не ранее 1830 и не позднее 1835 года. Обстоятельства 1820-х годов, судя по всему, повлияли на текст стихотворения.
Составитель первого научного издания сочинений Пушкина Павел Васильевич Анненков считал основанием для датировки — 1833 год — тему сумасшествия, сближающую это стихотворение с поэмой «Медный Всадник» (1833). В дальнейшем исследователи, среди которых — Ю. Г. Оксман, И. О. Лернер, Н. В. Измайлов, дополняли список произведений Пушкина, написанных в 1830-е годы, в которых затрагивается эта тема («Русалка», «Пиковая Дама»), «Странник», расширяя тем самым датировку.
В пушкиноведении существуют различные гипотезы о событии, которое могло послужить поводом для написания стихотворения, среди которых к основным можно отнести следующие:
- посещение в 1830 году Пушкиным душевнобольного Батюшкова[8];
- волнения 1834 года, связанные с прошением Пушкина об отставке[9].

## Художественные особенности
Пушкиноведы неоднократно отмечали, что данное стихотворение созвучно произведениям Пушкина романтического периода.
Отмечают связь этого стихотворения с произведениями как самого поэта (например, «Поэт», «Разговор книгопродавца с поэтом»), так и других авторов (например, роман «Мельмот Скиталец» Ч. Р. Метьюрина). Пушкинист Б. В. Томашевский отмечал, что «Не дай мне Бог сойти с ума» написано одной из распространенных строф английской поэзии. Среди произведений Пушкина нет написанных строфой, использованной в данном стихотворении.
Пушкинист Я. Л. Левкович выделяет в стихотворении три части. Первая часть (строфа I) выражает эмоциональное состояние человека, который боится, что жизненные обстоятельства могут довести его до безумия, а возможную потерю рассудка осознает как величайшее несчастье в жизни — хуже унижений, которые сулят человеку нищета и бездомность. Во втором терцете этой строфы («Не то, чтоб разумом моим Я дорожил; не то, чтоб с ним Расстаться был не рад») поэт делает попытку взглянуть на потерю рассудка извне, как бы отвечая тем, кто может счесть иль считает безумие благом. Дальше в его воображении раскрываются две стороны безумия: идеальная, романтическая, внежизненная (строфы II и III) и реальная, реалистическая, житейская. Мир безумца противостоит реальности. «Негативность» его положения в обществе подчеркивается третьей, последней частью стихотворения (строфы IV и V).